# Condado de Harper (Oklahoma)
El condado de Harper (en inglés: Harper County), fundado en 1905, es un condado del estado estadounidense de Oklahoma. En el año 2000 tenía una población de 3.563 habitantes con una densidad de población de una persona por km². La sede del condado es Buffalo.

## Geografía
Según la oficina del censo el condado tiene una superficie total de 2696 km² (1040,9 mi²), de los que 2691 km² (1039,0 mi²) son tierra y 5 km² (1,9 mi²) (0,19%) son agua.

### Condados adyacentes
- Condado de Comanche - noreste
- Condado de Woods - este
- Condado de Woodward - sureste
- Condado de Ellis - sur
- Condado de Beaver - oeste
- Condado de Clark - noroeste

### Principales carreteras y autopistas
- U.S. Autopista 64
- U.S. Autopista 183
- U.S. Autopista 270/U.S. Autopista 412
- Autopista estatal 34
- Autopista estatal 46

## Demografía
Según el censo del 2000 la renta per cápita media de los habitantes del condado era de 33.705 dólares y el ingreso medio de una familia era de 40.907 dólares. En el año 2000 los hombres tenían unos ingresos anuales 27.896 dólares frente a los 20.784 dólares que percibían las mujeres. El ingreso por habitante era de 18.011 dólares y alrededor de un 10,20% de la población estaba bajo el umbral de pobreza nacional.

## Ciudades y pueblos
- Buffalo
- Doby Springs
- Laverne
- May
- Rosston
- Selman